# Lobophyllia diminuta
Lobophyllia diminuta är en korallart som beskrevs av Veron 1985. Lobophyllia diminuta ingår i släktet Lobophyllia och familjen Mussidae. IUCN kategoriserar arten globalt som sårbar. Inga underarter finns listade i Catalogue of Life.